# Haderslev Domkirke
Haderslev Domkirke – også kaldet Vor Frue Kirke – ligger omtrent på det højeste punkt i Haderslev by.

## Kirkebygningens historie

### Trækirken
Den ældste kirkebygning i Haderslev købstad har sikkert været af træ, og den har sandsynligvis ligget på den plads, hvor den nuværende kirkebygning findes, men der er ikke fundet spor af den.
Ovenstående er næppe en korrekt antagelse: Det er meget usandsynligt, at der har været en trækirke før den kvaderstenskirke, der antages opført i anden halvdel af 1100-tallet. De ældste spor efter byen Haderslev stammer netop fra samme periode.

### 1100-tallet
Den første kirkebygning, som vi kender noget til, er en romansk kvaderstenskirke. Den er utvivlsomt bygget omkring midten af 1100-tallet, og efter dens ødelæggelse et hundrede år senere er dens granitkvadre blevet anvendt i den nye kirkebygnings fundament og genanvendt ved senere ombygninger. Det ses endnu i korets og vestgavlens sokkel, samt ved indgangen til kirkens nordlige dør, og giver visse oplysninger om denne kirkes form og udsmykning. Det fremgår således, at den må have haft en halvrund korafslutning. En sokkelsten i den nuværende kirkes sydvestlige hjørne fortjener særlig opmærksomhed, fordi den som hjørnesten har et udhugget skægget mandshoved.

### 1200-tallet
Det er tidligere blevet antaget, at kvaderstenskirken blev ødelagt i forbindelse med kampene mellem Erik Plovpenning og Abel i 1247, men der er ingen dokumentation for, at disse kampe overhovedet berørte kirken. Der er nærmere tale om, at man rev den gamle og sandsynligvis alt for beskedne kirke ned med henblik på at opføre en kirke af en størrelse og et udseende, der passede til en ekspanderende by. Kvaderstenskirkens afløser, en stor teglstenskirke i blandet romansk-gotisk stil, synes at være blevet opført kort tid efter. Stilmæssigt har denne kirke mindet om de ældste dele af Aabenraa Skt. Nikolai kirke og til dels cistersienserkirken i Løgumkloster.
Man kan endnu gøre sig en forestilling om dens ydre ved at betragte den nuværende kirkes tværskib, der er bygget af store gule og lyserøde munkesten, der let lader sig udskille fra senere ændringer og tilbygninger, hvis sten er mørkerøde. Den søndre gavl er den bedst bevarede bygningsdel fra denne periode.
Henimod 1270 fandt der en betydelig ombygning sted. Kirken blev nu en såkaldt hallekirke efter nordtysk forbillede, med to sideskibe, hvis bredde svarede til halvdelen af hovedskibets. Kirken fik derved en ganske anselig størrelse, og udvidelsen hænger utvivlsomt sammen med, at Vor Frue Kirke i Haderslev havde fået status af kollegiatkirke i forhold til domkirken i Slesvig. Som sådan nævnes den første gang i 1273, da den fik skænket Slesvig-bispens tiende af Aller sogn. Det var herefter blevet nødvendigt med plads til en række altre til kollegiatkapitlet, som kirkens præsteskab fra nu af kaldtes.

### 1400-tallet
Haderslev Vor Frue kirkes videre skæbne er nøje knyttet til Sønderjyllands almindelige politisk-kulturelle udvikling, og navnlig blev begivenhederne i forbindelse med Erik af Pommerns krig med de holstenske grever fra 1410 til 1435 af indgribende betydning.
I disse år var det gamle Slesvig stift delt mellem de to krigende parter, og kampene bølgede især frem og tilbage i området omkring Flensborg.
Det betød for Haderslev kollegiatkapitel, at dets forbindelse til domkapitlet i Slesvig var blevet afbrudt, og snart modnedes en plan om at løsrive Haderslev fra Slesvig stift og skabe et eget Haderslev stift.
I 1415 tog kong Erik "Vor Frue kirke i Haderslev og det ganske kapitel med kantor og kanniker" i sit værn og sikrede dem imod "enhver form for beskatning og anden besværing". På samme tid blev indtægterne af en række omegnskirker givet til Vor Frue kirke i Haderslev, og forskellige rigmænd overlod den et betydeligt jordegods. Nogle gange nævnes meningen med denne så overvældende godsoverdragelse, idet det siges, at den skulle bruges til ombygning af Vor Frue kirke.
Følgen blev et vældigt byggeri i årene 1420-1440 og der er næppe tvivl om, at det er de politiske forhold – situationen med det delte slesvigske bispedømme – der har udløst de højtflyvende byggeplaner.
Mændene bag byggeprojektet ønskede at skabe en gotisk katedral, fuldt værdig til at være hovedkirke for et selvstændigt Haderslev stift, og man ser da også i et aktstykke fra den tid, at kirken kaldes Haderslev domkirke.

### Katedral
Aldeles afgørende for udviklingen i Haderslev såvel som i hele Sønderjylland blev Flensborgs fald i 1431. De holstenske grever sejrede i den årelange krig med Erik af Pommern, og drømmen om et særligt Haderslev stift måtte opgives. Slesvigs biskop krævede byggeriet i Haderslev standset, men på det tidspunkt var kirkens gotiske højkor allerede en kendsgerning, og man var derfor nødt til at gøre hele midterskibet færdigt. Sideskibene blev derimod ikke ændret, men bevarede deres højde fra hallekirkens tid.
Trods denne indgriben havde bygherrerne alligevel alt i alt nået deres hensigt. Vor Frue i Haderslev har fået et umiskendeligt katedralpræg med dets enestående højkor, der måler 22 meter fra gulv til loft, og dets tre, næsten 16 meter høje korvinduer.
Den imponerende udførelse af korets østgavl med buernes fine form og med pillernes smukke profileringer giver Vor Frue kirke i Haderslev en førsterang blandt vort lands gotiske bygningsværker.
Kirkens skib rakte dengang et fag længere mod vest, og den afsluttedes her af et kraftigt tårn med sadeltag, således at bygningsværket udfyldte hele pladsen fra Apotekergade til Nørregade. En række kapeller – flere end der er bevaret – blev i løbet af senmiddelalderen føjet til kirkebygningen, og det er i denne stand, at Vor Frue kirke i Haderslev efter 1525 blev landets første evangelisk-lutherske kirke.

### Reformation
Christian 3. var i dette år blevet hertug over Haderslev og Tørning, og fra sin residens på det for længst forsvundne Haderslevhus gennemførte han her reformationen godt 10 år, før det skete i kongeriget. Haderslev kan derfor med rette kaldes "Nordens Wittenberg".

### Brand
Trediveårskrigens flygtende tropper forvoldte i 1627 en frygtelig brand, der ramte kirken og en stor del af byen. Kirkens store tårn og dens vestlige fag, samt hele den nordvestlige del af den nuværende kirkebygning blev et offer for flammerne. Genopførelsen efter brandkatastrofen skred kun langsomt frem og afsluttedes først i 1650. Der var ikke blevet råd til at genskabe kirken i dens oprindelige skikkelse.

### Vestgavl og forhal
Kirkens store vestgavl opførtes på denne tid, og omkring hovedindgangen byggedes en forhal i en overgangsstil mellem renæssance og barok. Alle senere restaureringer har bevaret kirken i den skikkelse, den havde fået i 1650.

### Domkirke
Takket være det katedralpræg, som kirken fik i 1400-årene, var Vor Frue kirke selvskreven til at blive domkirke for Haderslev stift, som efter genforeningen blev oprettet i 1922.

### Senere ombygninger og restaureringer
Kirken er senest restaureret 1941-51 hvor bl.a. hele kirkens indre blev hvidkalket. Nogle få kalkmalerier er afdækket, i korsskæringen er 12 hjelmede våben for sønderjyske og holstenske slægter, i søndre korsideskib ses Sct. Peter, og i nordre korsideskib Sankt Barbara. Restaureringen fandt sted ved arkitekterne Harald Lønborg-Jensen og Helge Holm, hvorved kirken fik sit nuværende udseende.
I sommeren 2009 udførtes en større reparation af sydsiden af taget, der efterhånden var så utæt, at det regnede ned, bl.a. på grund af tyndslidte blyplader. Alle blypladerne løftedes derfor af og måtte hejses ned på domkirkepladsen og smeltes om forinden genopsætning. Også spiret måtte nedtages og repareres.

## Inventar

### Alter
Alteret er en nyskabelse i forbindelse med kirkens restaurering i årene 1941-51.
Alterbordet er tegnet af arkitekt Lønborg Jensen. Middelalderlig alterbordsplade med indvielseskors er nedfældet i bordpladen.
Krucifiks er fra ca. 1300 og oprindelig korbuekrucifiks i Egebjerg (Odsherred). Korset er forsynet med de fire evangelistsymboler og korstræet skyder friske skud, symboliserende livets træ og opstandelseshåbet.
Sidefigurerne, Maria og Johannes er fra ca. 1400 og stammer fra Seem Kirke ved Ribe og er skænket og opsat samtidig med krucifikset.
Alabastfigurerne De tolv apostle og Marias himmelkroning er fra ca. 1400 og fandtes tidligere i Hertug Hans Hospitalskirke, men figurernes oprindelige anvendelse er ukendt. Det gotiske skab er nyskåret i forbindelse med alterets restaurering.

### Prædikestol og døbefont
Prædikestolen og dens himmel er 1636 skænket af Georg von Ahlefeldt og Margrete Blumen. I stolens felter og paneler ses apostle.
Døbefonten er af bronze, støbt 1485 i Flensborg, den bæres af 4 evangelistfigurer, selve kummen har bibelske scener. En romansk granitfont, der nu står i Hertug Hans Hospitalskirke, stammer muligvis fra domkirken. Over fonten er en himmel af egetræ, skænket 1639 af Hans Bertram og hustru.

### Orgel
Orgelfacaden stammer fra det orgel, Peter Carstensen byggede til kirken i 1652. Orgelværket blev fornyet i 1948 af Marcussen & Søn med genanvendelse af ældre pibemateriale. Orglet har i dag 73 stemmer fordelt på fire manualer og pedal og er dermed et af de største i Danmark.

### Epitafieri Domkirken
I lighed med de fleste bykirker rummer også Haderslev domkirke en række historisk og kunstnerisk værdifulde epitafier, der minder om byens og kirkens kendte personer i 16- og 1700-tallet. Disse mindetavler er sammen med nogle malerier med bibelske motiver ophængt på kirkens vægge og piller. Epitafierne over kirkens præster er affattet på latin, mens tavlerne over ansete borgere er skrevet på tysk, der var købstadens officielle sprog, selv om de fleste borgere til daglig talte deres danske dialekt.
- 1.
- 2.
- 3.
- 4.

- 5.
- 6.
- 7.
- 8.

- 9.
- 10.
- 11.
- 12.

1. Jost Lauenstein og to hustruer, opsat 1665. Sandsten og alabast med indsat maleri af dommedag. På siderne de fire evangelister og dyderne Retfærd og Klogskab. Nederst symboler på liv og død.
2. Heinrich Bahnsen og hustru. Ved siden af portrætmaleriet ses Moses og Aron, og øverst Kristus med sejrsfane.
3. Rudolph Sirck. Et oliemaleri af Kristus med tornekrone.
4. Hans Bertram og hustru. Rigt udhugget sandstensramme omkring en sort marmorplade med den korsfæstede, Maria og Johannes. Øverst ses Johannes Døberen, og derunder Peter og Paulus. Imellem dem et billede af en sæbeboblepustende dreng, et billede på livets forkrænkelighed.
5. Valentin Schmidt von Eisenberg, sognepræst 1635-1681, uddannet i Wittenberg. På siderne evangelisterne og øverst den sejrende Kristus.
6. Wilhelm Kierulff. Sandstensramme med oliemaleri af Opstandelsen, som understreges af figurer med Livets krone, palmegrene og domsbasuner.
7. Lorentz Knudtzen og hustru, ophængt 1686. Barok ramme med maleri af Kristi gravlæggelse. Øverst ses Kristus med sejrsfane. I øvrigt evangelister og engle.
8. Margareta Schmidt med mænd. Hun var først gift med den ene præst og så med efterfølgeren.
9. Oluf Schumacher og hustru. Bruskbarokramme i træ med et Golgatha-billede og portrætter. Øverst og ved siderne figurer, som angiver Tro, Håb og Kærlighed.
10. Gottfried Wandling som døde som 30-årig og hans forældre, der begge døde i peståret 1659. Et rigt udhugget sandstensepitafium med mange fine symboler. Øverst Kristus som verdensdommer. Herunder et maleri af opstandelsen mellem Peter og Paulus
11. mangler omtale
12. Peter Müller og hustru. Smuk barokramme fra slutningen af 1600-tallet med et dommedagsbillede. På fløjene Peter og Paulus. Oven over ses Tro, Håb og Kærlighed mellem basunengle, og øverst den sejrende Kristus.

Kilde til epitafietekster

### Andet inventar
I søndre sideskib flere malerier, herunder et nadvermaleri af ukendt kunstner højt oppe på østvæggen. Maleriet har været en del af kirkens tidligere altertavle. Motivet er hentet fra den kendte renæssancemaler Peter Candids nadverbillede, der ikke findes mere. Derimod er motivet vidt udbredt gennem Jan Sadelers stik. Læs nærmere: Nadverbilledet i Haderslev Domkirke.
Et tidligere gravkapel er indrettet til minde for faldne fra Slesvigske Fodregiment, omfattende tiden fra Napoleonskrigene til 2. verdenskrig.
Kirken har 18 lysekroner, de to ældste er fra henholdsvis 1605 og 1655.
Votivskibet (kirkeskibet) forestiller orlogsskibet Fyn fra 1950.

## Øvrige billeder
- Midterskib set fra våbenhus mod kor
- Domkirke set fra indre dam
- Kirkeskibet er en model af orlogsskibet Fyn fra 1950.

## Eksterne kilder og henvisninger
- Wikimedia Commons har flere filer relateret til Haderslev Domkirke
- Haderslev Amt, J. P. Trap (5. udg.), 1965
- Politikens bog om Danmarks kirker, af Niels Peter Stilling, 2000
- VOR FRUE KIRKE – Haderslev Domkirke, udgivet af Haderslev domsogns menighedsråd.
- Haderslev Domkirke Arkiveret 31. januar 2011 hos  Wayback Machine hos nordenskirker.dk
- Haderslev Domkirke hos KortTilKirken.dk
- Haderslev Domkirke i bogværket Danmarks Kirker (udg. af Nationalmuseet)